# Lower Manhattan

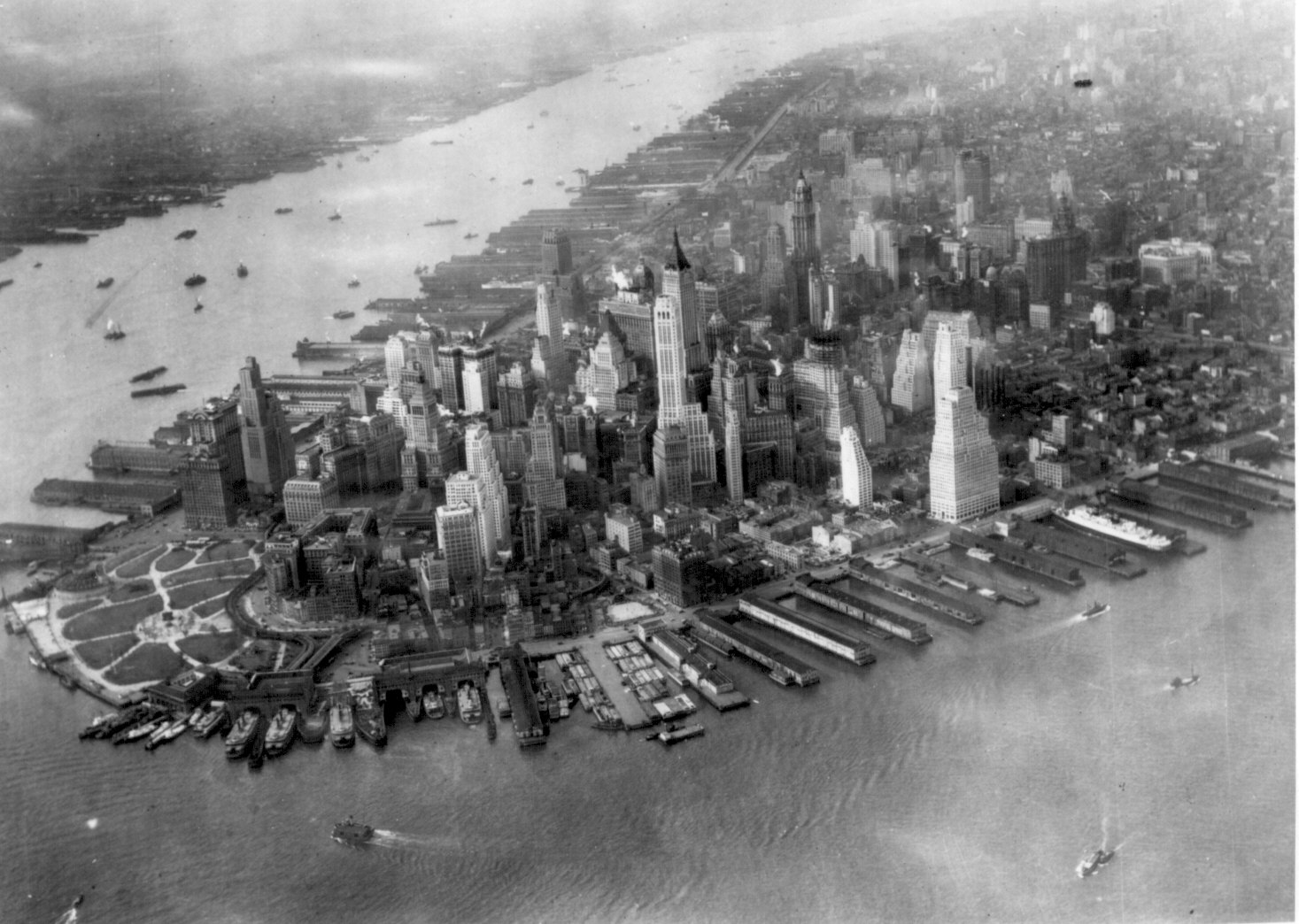
Lower Manhattan v roce 1931

Lower Manhattan (Downtown Manhattan) je nejjižnější část newyorské čtvrti Manhattan, resp. stejnojmenného ostrova. Území je ohraničeno 14. ulicí nebo až 23. ulicí na severu, řekou Hudson na západě, přílivovou úžinou zvanou East River na východě a přístavem New York Harbor (též známým jako Upper New York Bay) na jihu.
Na Lower Manhattanu se nachází mnoho významných míst, mj. finanční středisko Wall Street. Namísto původních budov Světového obchodního centra byl vybudován mrakodrap One World Trade Center. Je zde také náměstí Union Square.
Přes Lower Manhattan vede mezistátní podzemní dráha PATH, spojující město Jersey City ve státě New Jersey pod řekou Hudson s New Yorkem a dalšími oblastmi státu New York.